# Jakovlev Jak-36
Jakovlev Jak-36 (v kódu NATO "Freehand") byl sovětský jednomístný experimentální letoun s kolmým startem a přistáním (VTOL). Projekt stroje byl dokončen roku 1961, prototyp konvenčně poprvé vzlétl 9. ledna 1963 a první vzlet s kolmým startem se uskutečnil 24. března 1966. Veřejnosti byl letoun představen v roce 1967 v Moskvě. Pro sériovou produkci byl letoun dále vylepšován, takto upravená varianta dostala název Jak-36MP. Celkem byly vyrobeny pouhé 4 kusy, poté byla výroba zastavena, protože sovětské námořnictvo začalo prosazovat vylepšený stroj Jakovlev Jak-38.

## Specifikace
Údaje dle

### Technické údaje
- Osádka:
- Rozpětí: 10,00 m
- Délka: 17,00 m
- Výška: 4,50 m
- Nosná plocha: 17 m²
- Hmotnost prázdného stroje: 5300 kg
- Vzletová hmotnost: 8900 kg
- Maximální vzletová hmotnost: 11 700 kg
- Pohonná jednotka: 3 × Tumanskij R-28-300 + 2 × Tumanskij RD-36

### Výkony
- Maximální rychlost: 1090 km/h
- Stoupavost: 140 m/s
- Dostup: 12 000 m
- Dolet: 370 km